# المقصابة (حزم العدين)

تعديل مصدري - تعديل

المقصابة هي إحدى قرى عزلة المزارقة بمديرية حزم العدين التابعة لمحافظة إب، بلغ تعداد سكانها 1133 نسمة حسب تعداد اليمن لعام 2004.